# Андрес Барахас
Андрес Барахас (ісп. Andrés Barajas, 1941, Уельма, Хаен) — іспанський художник та гравер. Більшу частини своєї праці присвятив ґравюрі.
Коли сім'я Андреса переїхала в Мадрид в 1952, а остаточно в 1958 році, він почав вивчати мистецтво в Школі прикладних мистецтв та художніх ремесел, а закінчив навчання у гуртку образотворчих мистецтв.
У 70-х подорожує Європою, де зазнає впливу течії імпресіонізму. В 80-х працює професором фресок в Школі прикладних мистецтв та художніх ремесел.
На відміну від багатьох інших художників, які уявляли жінку як сучасне втілення міфу про викрадення Європи, Барахас черпав натхнення із світу кориди.